# Papilio erithonioides

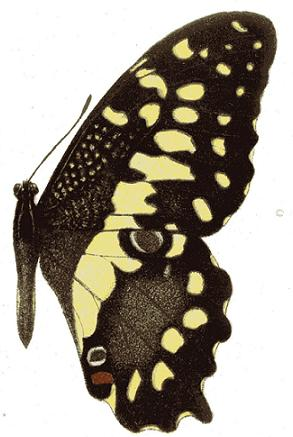
Flügel des Papilio erithonioides

Papilio erithonioides ist ein Schmetterling aus der Familie der Ritterfalter (Papilionidae).

## Merkmale
Die Falter erreichen eine Flügelspannweite von 80 bis 100 Millimetern. Die Vorderflügel sind dunkelbraun bis schwarz und sind in der Basalregion stark mit weißen Schuppen bestäubt. In der Submarginalregion befindet sich vom Apex bis zum Innenrand, eine Reihe weißer Flecken. Daneben befindet sich nach dem oberen Drittel des Flügels, vom Außenrand gesehen, eine weitere Reihe, wesentlich größerer, weißer und unförmiger Flecken durch die Postdiskalregion zur Diskalregion und schließlich zum Innenrand. Auf dem Rest des Flügels sind wenige, weiße und unterschiedlich große Flecken verteilt. Der Außenrand ist weiß und dunkelbraun bis schwarz gescheckt. Die Hinterflügel sind ebenfalls dunkelbraun bis schwarz. Der stark gewellte Außenrand ist weiß und dunkelbraun bis schwarz gescheckt und hat keinen Schwanzfortsatz. Zwischen Submarginal- und Postdiskalregion befinden sich sechs breite, weiße Mondflecken. Die weißen, großen, unförmigen Flecken von den Vorderflügel verschmelzen auf dem Hinterflügel zu einer Binde, welche Richtung Innenrand stetig dünner wird und am Vorderrand ein braunes Auge mit blauer und hellbrauner Farbe einschließt. Ein weiteres Auge befindet sich im Analwinkel. Dieses ist schwarz, rot und blau. Die Basalregion sowie der Bereich zwischen Mondflecken und Binde ist mit weißen Schuppen bestäubt.
Die Unterseite der Vorderflügel hat starke Ähnlichkeit mit der Oberseite, ist aber in einem dunkleren Braun gehalten. Die Basalregion wird durch vier Längsstriche geprägt. Alle Flecken sind wesentlich stärker ausgeprägt. Die Unterseite der Hinterflügel ähnelt auch stark der Oberseite, allerdings sind alle Merkmale verstärkt anzutreffen und sie ist in einem dunkleren Braun gehalten. Die Unterseite ist nun nicht mehr bestäubt und die Region um den Körper wird von einem weißen Bereich geprägt, durch den braune Adern bohren. An den sechs Mondflecken befindet sich nun noch eine weitere gelbe, blaue, schwarze und gelbe Reihe mit Flecken. In der Mitte der Diskalregion befindet sich an der Binde ein gelbblauer Sichelmondfleck.
Es gibt im Flügelmuster keine Geschlechtsunterschiede, beide haben die gleichen Flügelzeichnungen und denselben Körper, welcher schwarzgelb längsgestreift ist.

### Ähnliche Arten
- Papilio demodocus
- Papilio demoleus
- Papilio grosesmithi

## Verbreitung und Vorkommen
Die Art ist endemisch in Madagaskar. Sie lebt dort in Dornwäldern, laubabwerfenden Wäldern und Galeriewäldern und dringt sogar in die Randbereiche der Regenwälder vor.

## Systematik
Die Art gehört zur Untergattung Princeps Hübner, 1807, die von manchen Bearbeitern zur Gattung aufgewertet wird.